# Cardamine uliginosa
Cardamine uliginosa är en korsblommig växtart som beskrevs av Friedrich August Marschall von Bieberstein. Cardamine uliginosa ingår i släktet bräsmor, och familjen korsblommiga växter. Inga underarter finns listade i Catalogue of Life.

## Bildgalleri

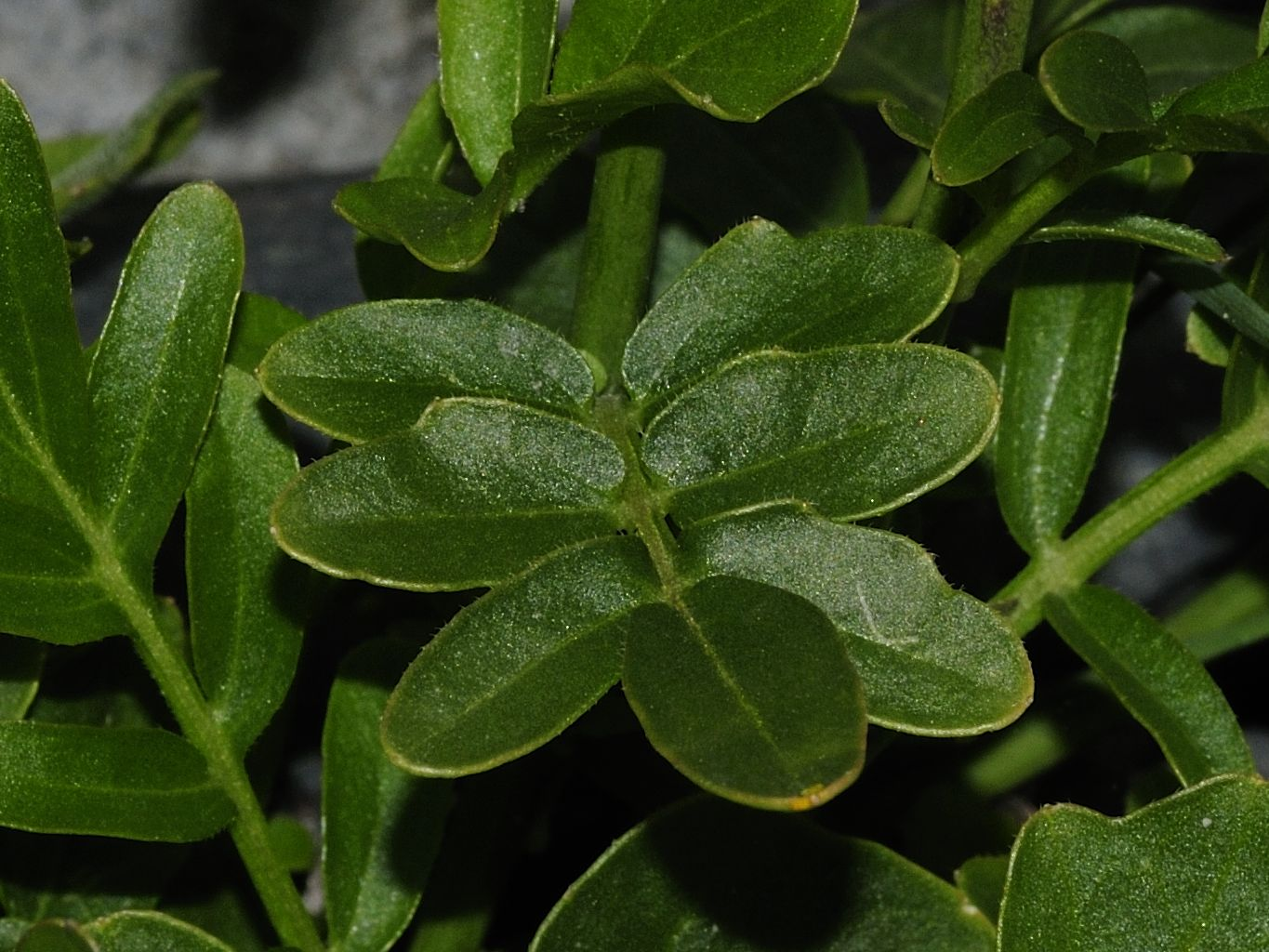
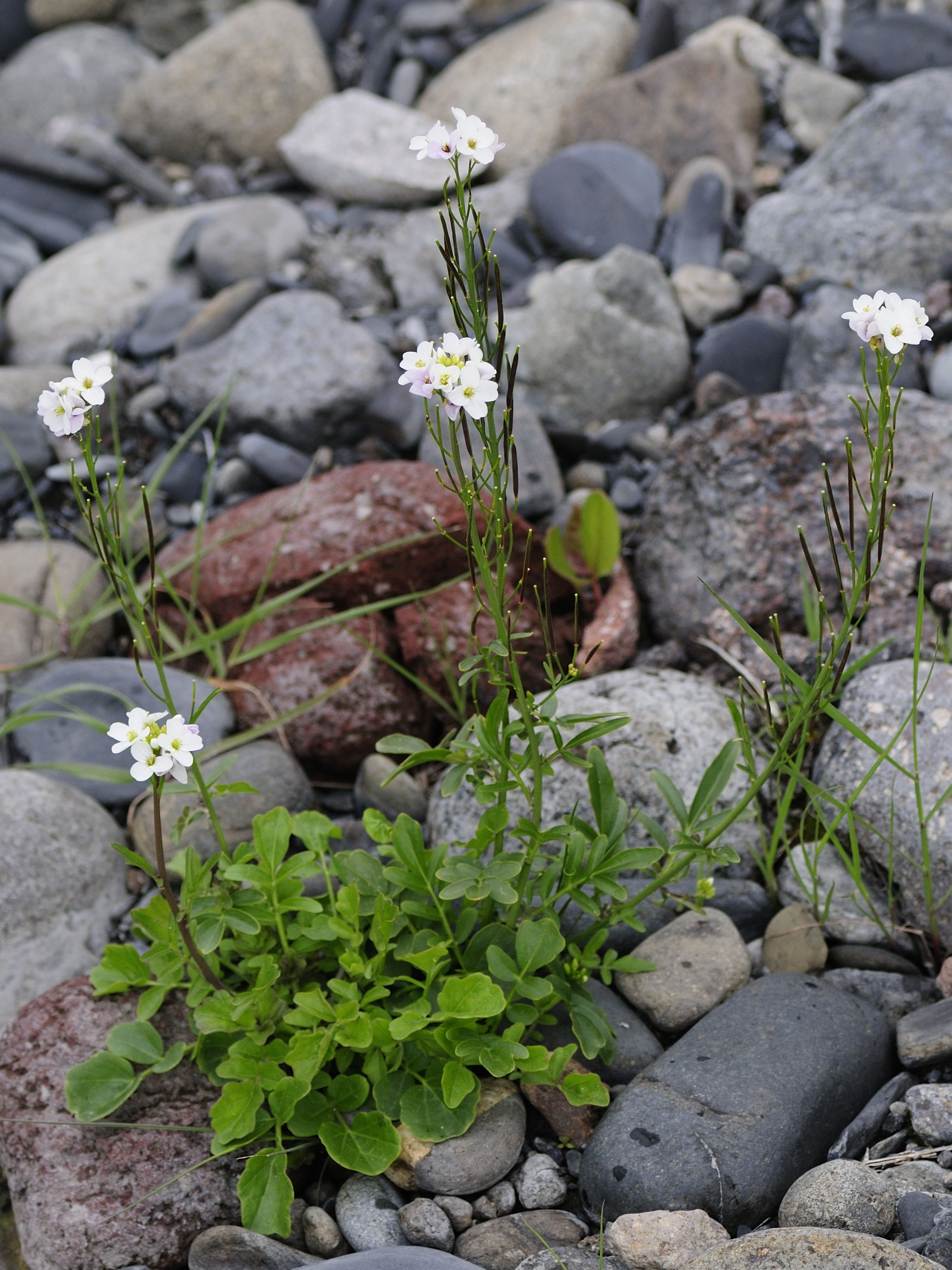
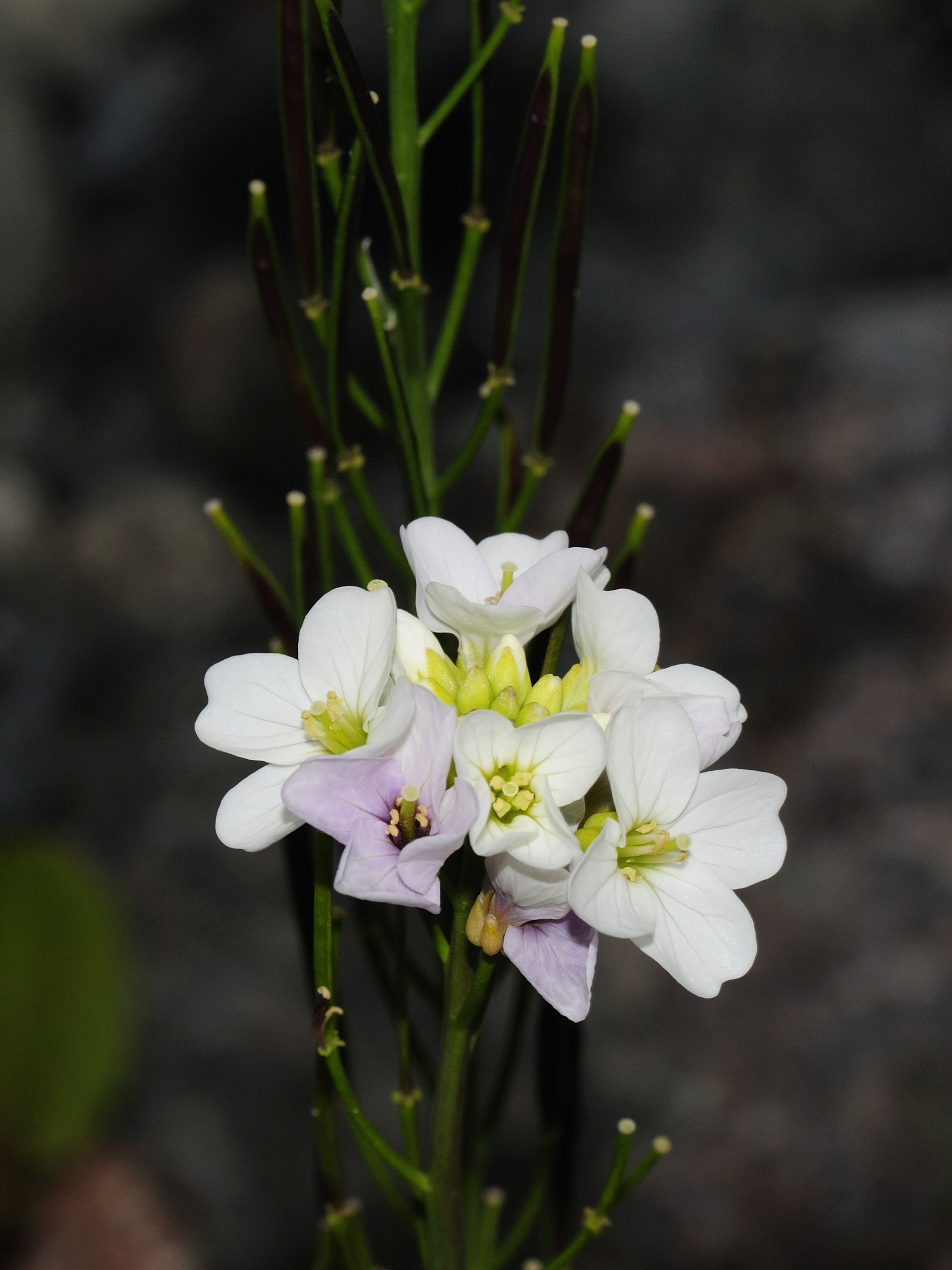